# Fred Adison
Fred Adison, eigentlich Albert Lapeyrère (* 15. September 1908 in Bordeaux; † 25. August 1996 in Nizza) war ein französischer Jazz- und Unterhaltungsmusiker (Schlagzeug, Gesang) und Bandleader.

## Leben
Adison lernte autodidaktisch Klavier und Schlagzeug; ab 1926 beschäftigte er sich mit Jazzmusik und gründete – nach dem Vorbild der Jazzband von Ray Ventura – mit Freunden eine erste Band. 1931 kam er nach Paris und leitete ab den frühen 1930er-Jahren verschiedene Jazzbands und Orchester wie Fred Adison and His Collegians, mit denen er in Paris auftrat, neben Tanzmusik auch populären Hot Jazz spielte und eine Reihe von Schallplatten einspielte. Seine erfolgreichsten Songs waren Avex les pompiers, Quand un gendarme rit und Quand les andouilles voleront, die er für die Label Ultraphone, Grammophone und His Master’s Voice einspielte, teilweise unter Pseudonymen wie Jules Bamay. Weitere populäre Nummern des Adison-Orchesters waren En cueillant les noisettes (1934, aus dem Tonfilm Le Petit Jacques), La Da Da Da (1934, aus der Revue Vive Paris!), La musique vient par ici (The Music Goes Round and Around, mit Roger Toussaint (Gesang), 1936), Qu'avez-vous fait de mon amant? (Remember My Forgotten Man (1934), mit Germaine Sablon, aus dem Film Chercheuses d'Or/Gold Diggers), Les prénoms effacés (1937) sowie Standards wie Honeysuckle Rose (1940).
Nach der Besetzung Frankreichs durch Nazideutschland tourte er im September und Oktober 1940 mit Django Reinhardt; mit seinem Orchester trat er in dem Musikfilm Kora Terry mit Marika Rökk auf. In der Schweiz nahm er 1942 noch einige Titel wie In the Mood oder I Got Rhythm für Elite auf. Im Bereich des Jazz war er zwischen 1932 und 1942 an 19 Aufnahmesessions beteiligt. im August 1943 trat er mit Edith Piaf und Charles Trenet in Nazi-Deutschland in Kriegsgefangenenlagern auf.
In der Nachkriegszeit leitete er bis in die frühen 60er-Jahre eine Bigband, mit der er auch in der französisch besetzten Zone auftrat; ferner nahm er Unterhaltungsmusik für Pathé (le swing à l'école, 1946) auf. In seinen Bands spielten u. a. Aimé Barelli, Serge Glykson, Georges Ulmer und Benny Vasseur.
In späteren Jahren legte er seine Memoiren Dans ma vie y'a d'la musique vor (Paris: Éditions Clancier Guénaud, 1983).